# Сунцокретово уље
Сунцокретово уље је биљно јестиво уље. Добија се од семена сунцокрета. Као и остала уља, користи се у разне сврхе, од пржења и као прелив за салату, до козметике.
Први пут је произведено 1835. у Руској Империји. И данас, Русија и Украјина су његови највећи произвођачи, па украјинско уље чини половину оног на светском тржишту.

## Састав
Сунцокретово уље се углавном састоји из триглицерида. Остатак чине лецитин, витамин Е, каротеноиди и воскови. Што се тиче врсте триглицерида по процентном саставу, она у значајној мери варира, док Британска фармакопеја наводи следеће:
- стеаринска киселина (1—7%)
- палмитинска киселина (4—9%)
- олеинска киселина (14—40%)
- линолеинска киселина (48—74%)